# Plerogyra multilobata
Plerogyra multilobata är en korallart som beskrevs av Ditlev 2003. Plerogyra multilobata ingår i släktet Plerogyra och familjen Euphyllidae. IUCN kategoriserar arten globalt som otillräckligt studerad. Inga underarter finns listade i Catalogue of Life.